# 사카역
사카역(일본어: 坂駅)은 일본 히로시마현 아키 군 사카정에 위치한 서일본 여객철도 구레선의 철도역이다. 단선 · 섬식의 형태를 합친 2면 3선의 구조의 복합 승강장을 갖춘 지상역이다.

## 타는 곳
| 1     | ■ 구레 선 | 상행 | 구레 · 다케하라 방면       |                                          |
| 2 · 3 | ■ 구레 선 | 하행 | 가이타이치 · 히로시마 방면 | 2번 승강장은 주로 이 역 시발 열차가 사용 |

## 역 주변
- 국도 제31호선
- 사카 정청

## 역사
- 1903년 12월 27일 : 관설 철도의 가이타이치 역 - 구레 역 간 개업 시에 설치.
- 1904년 12월 1일 : 산요 철도에 매각.
- 1906년 12월 1일 : 산요 철도 국유화. 다시 관설 철도의 역이 되다.
- 1909년 12월 12일 : 선로 명칭 제정. 구레 선의 소속이 되다.
- 1976년 6월 1일 : 화물 취급 폐지.
- 1978년 3월 : 역사 개축 공사 개시.
- 1979년 1월 22일 : 철근 콘크리트의 지상 역사 완성. (2대째)
- 1987년 4월 1일 : 일본국유철도 분할 민영화에 의해, 서일본 여객철도가 승계.
- 1989년 3월 11일 : 당 역 환승 열차 운행 개시.
- 1992년 11월 : 미도리노마도구치 영업 개시.
- 1999년 9월 : 역사 선상화 공사 개시. 이것에 의해, 주륜장 내에 건설했던 가역사로의 영업이 되다.
- 2000년 7월 21일 : 3대째 선상 역사 완성. 2 · 3번 선과 콩코스를 연결해 엘리베이터 작동 개시.
- 2002년 10월 5일 : 하루 상행 열차의 발착번선을, 1번선부터 2번선으로 변경.
- 2004년 10월 16일 : 쾌속 '아키지 라이너'의 정차역이 되다.
- 2005년 4월 1일 : 사카 역 남문 복합시설 완성. 연결통로와 직결.
- 2007년
  - 5월 25일 : ICOCA 대응 간이형 자동 개찰기를 설치.
  - 9월 1일 : ICOCA 도입.
- 2008년 4월 1일 : 발권기 작동에 의해, 미도리노마도구치의 영업시간을 단축.
- 2009년
  - 3월 4일 : 1번선과 콩코스를 연결한 엘리베이터가 작동을 개시해, 배리어 프리화 완료.
  - 3월 14일 : 개찰구와 승강장의 LED 발차표 작동 개시.
- 2010년 : 이 역이 구레 역의 피관리역으로부터 사이조 역의 피관리역으로 변경.
- 2014년 3월 15일 : 미도리노마도구치 영업 시간 변경. 09:50 ~ 10:10분의 창구 폐쇄가 중지됨.
- 2015년 3월 14일 : 미도리노마도구치 영업 시간 변경. 13:50 ~ 14:10분의 창구 폐쇄가 중지됨.

## 인접 역
| 서일본 여객철도 구레선 | 서일본 여객철도 구레선 | 서일본 여객철도 구레선          |
| ---------------------- | ---------------------- | ------------------------------- |
| 요시우라 미하라 방면   | ■ 쾌속 '아키지 라이너' | 야노 가이타이치 · 히로시마 방면 |
| 미즈시리 미하라 방면   | ■ 보통                 | 야노 가이타이치 · 히로시마 방면 |